# Estrennes
Estrennes [etʁɛn]  est une commune française située dans le département des Vosges, en région Grand Est.
Ses habitants sont appelés les Estrennois.

## Géographie

### Localisation
Estrennes est un petit village établi dans un vallon isolé à mi-chemin entre Mirecourt et Vittel. Un ruisseau le traverse, le Potcuit, qui rejoint à Rozerotte la Saule, affluent gauche du Madon.

### Géologie et relief
Des forêts couvrent les collines qui encadrent la commune : bois de Maix et de Bomois au sud, Haut de Récon (422 m) à l'ouest et surtout le vaste bois de la Malhaye au nord, partagé avec Remicourt.

### Sismicité
Commune située dans une zone 2 de sismicité faible.

### Hydrographie et les eaux souterraines
Hydrogéologie et climatologie : Système d’information pour la gestion des eaux souterraines du bassin Rhin-Meuse :
Territoire communal : Occupation du sol (Corinne Land Cover); Cours d'eau (BD Carthage),
Géologie : Carte géologique; Coupes géologiques et techniques,
 Hydrogéologie : Masses d'eau souterraine; BD Lisa; Cartes piézométriques.

#### Réseau hydrographique
La commune est située dans le bassin versant du Rhin au sein du bassin Rhin-Meuse. Elle est drainée par le ruisseau du Potcuit et le ruisseau le Decoulant,.

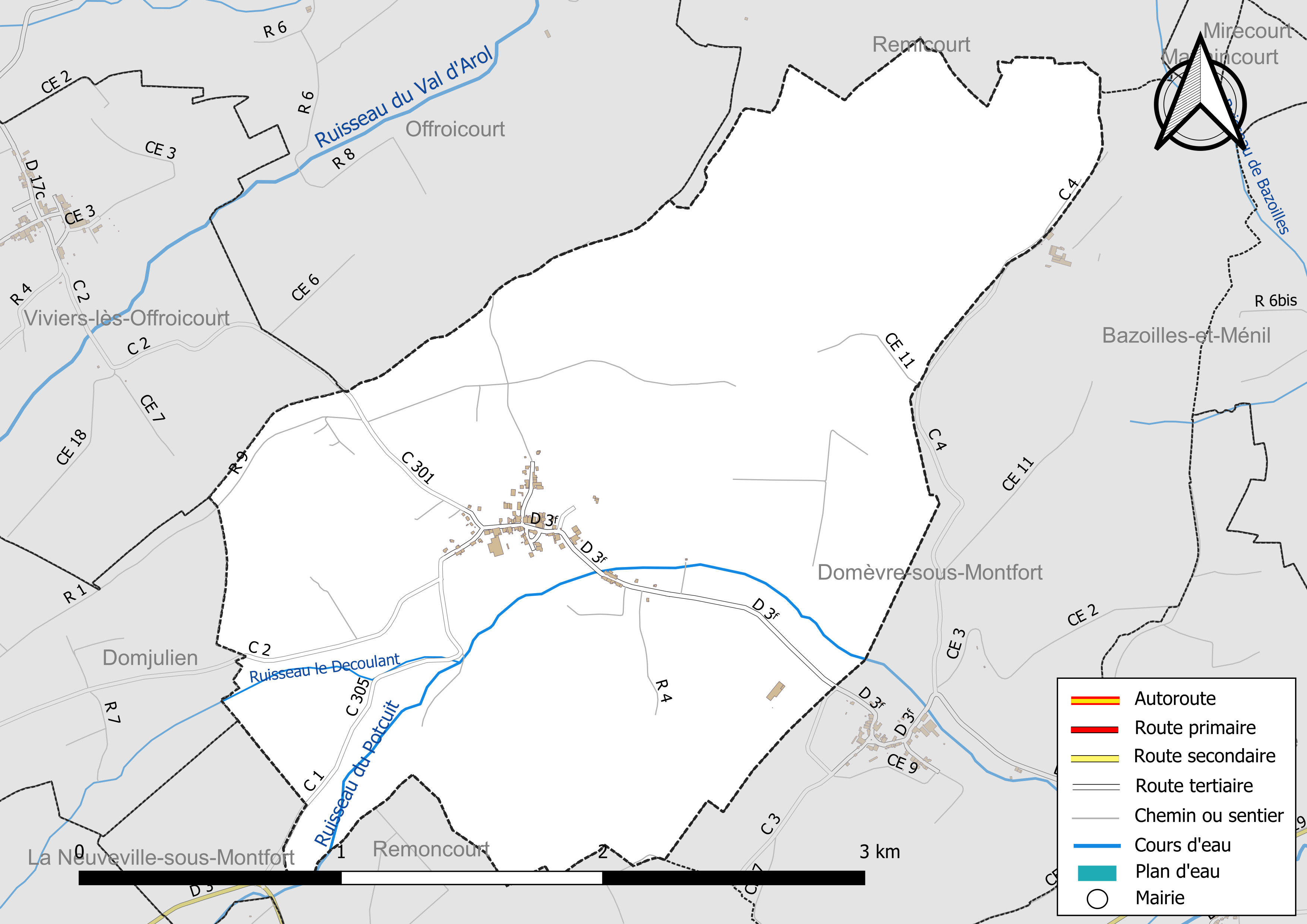
Réseaux hydrographique et routier d'Estrennes.

#### Gestion et qualité des eaux
Le territoire communal est couvert par le schéma d'aménagement et de gestion des eaux (SAGE) « Nappe des Grès du Trias Inférieur ». Ce document de planification, dont le territoire comprend le périmètre de la zone de répartition des eaux de la nappe des Grès du trias inférieur (GTI), d'une superficie de 1 497 km2,  est en cours d'élaboration. L’objectif poursuivi est de stabiliser les niveaux piézométriques de la nappe des GTI et atteindre l'équilibre entre les prélèvements et la capacité de recharge de la nappe. Il doit être cohérent avec les objectifs de qualité définis dans les SDAGE Rhin-Meuse et Rhône-Méditerranée. La structure porteuse de l'élaboration et de la mise en œuvre est le conseil départemental des Vosges.
La qualité des eaux de baignade et des cours d’eau peut être consultée sur un site dédié géré par les agences de l’eau et l’Agence française pour la biodiversité. 

### Climat
Pour des articles plus généraux, voir Climat du Grand Est et Climat des Vosges.
En 2010, le climat de la commune est de type climat des marges montargnardes, selon une étude du Centre national de la recherche scientifique s'appuyant sur une série de données couvrant la période 1971-2000. En 2020, Météo-France publie une typologie des climats de la France métropolitaine dans laquelle la commune est dans une zone de transition entre le climat océanique altéré et le climat océanique altéré et est dans la région climatique  Lorraine, plateau de Langres, Morvan, caractérisée par un hiver rude (1,5 °C), des vents modérés et des brouillards fréquents en automne et hiver. 
Pour la période 1971-2000, la température annuelle moyenne est de 9,6 °C, avec une amplitude thermique annuelle de 16,8 °C. Le cumul annuel moyen de précipitations est de 944 mm, avec 12,7 jours de précipitations en janvier et 9,5 jours en juillet. Pour la période 1991-2020, la température moyenne annuelle observée sur la station météorologique de Météo-France la plus proche, « Mirecourt-inra », sur la commune de Mirecourt à 7 km à vol d'oiseau, est de 10,4 °C et le cumul annuel moyen de précipitations est de 824,3 mm. 
La température maximale relevée sur cette station est de 39,5 °C, atteinte le 25 juillet 2019 ; la température minimale est de −19,5 °C, atteinte le 20 décembre 2009,,. 
Les paramètres climatiques de la commune ont été estimés pour le milieu du siècle (2041-2070) selon différents scénarios d'émission de gaz à effet de serre à partir des nouvelles projections climatiques de référence DRIAS-2020. Ils sont consultables sur un site dédié publié par Météo-France en novembre 2022.

## Urbanisme

### Typologie
Au 1er janvier 2024, Estrennes est catégorisée commune rurale à habitat dispersé, selon la nouvelle grille communale de densité à sept niveaux définie par l'Insee en 2022.
Elle est située hors unité urbaine. Par ailleurs la commune fait partie de l'aire d'attraction de Mirecourt, dont elle est une commune de la couronne,. Cette aire, qui regroupe 33 communes, est catégorisée dans les aires de moins de 50 000 habitants,.

### Occupation des sols
L'occupation des sols de la commune, telle qu'elle ressort de la base de données européenne d’occupation biophysique des sols Corine Land Cover (CLC), est marquée par l'importance des territoires agricoles (61,7 % en 2018), une proportion identique à celle de 1990 (61,7 %). La répartition détaillée en 2018 est la suivante : 
forêts (38,3 %), terres arables (34,4 %), prairies (26,6 %), zones agricoles hétérogènes (0,7 %). L'évolution de l’occupation des sols de la commune et de ses infrastructures peut être observée sur les différentes représentations cartographiques du territoire : la carte de Cassini (XVIIIe siècle), la carte d'état-major (1820-1866) et les cartes ou photos aériennes de l'IGN pour la période actuelle (1950 à aujourd'hui).

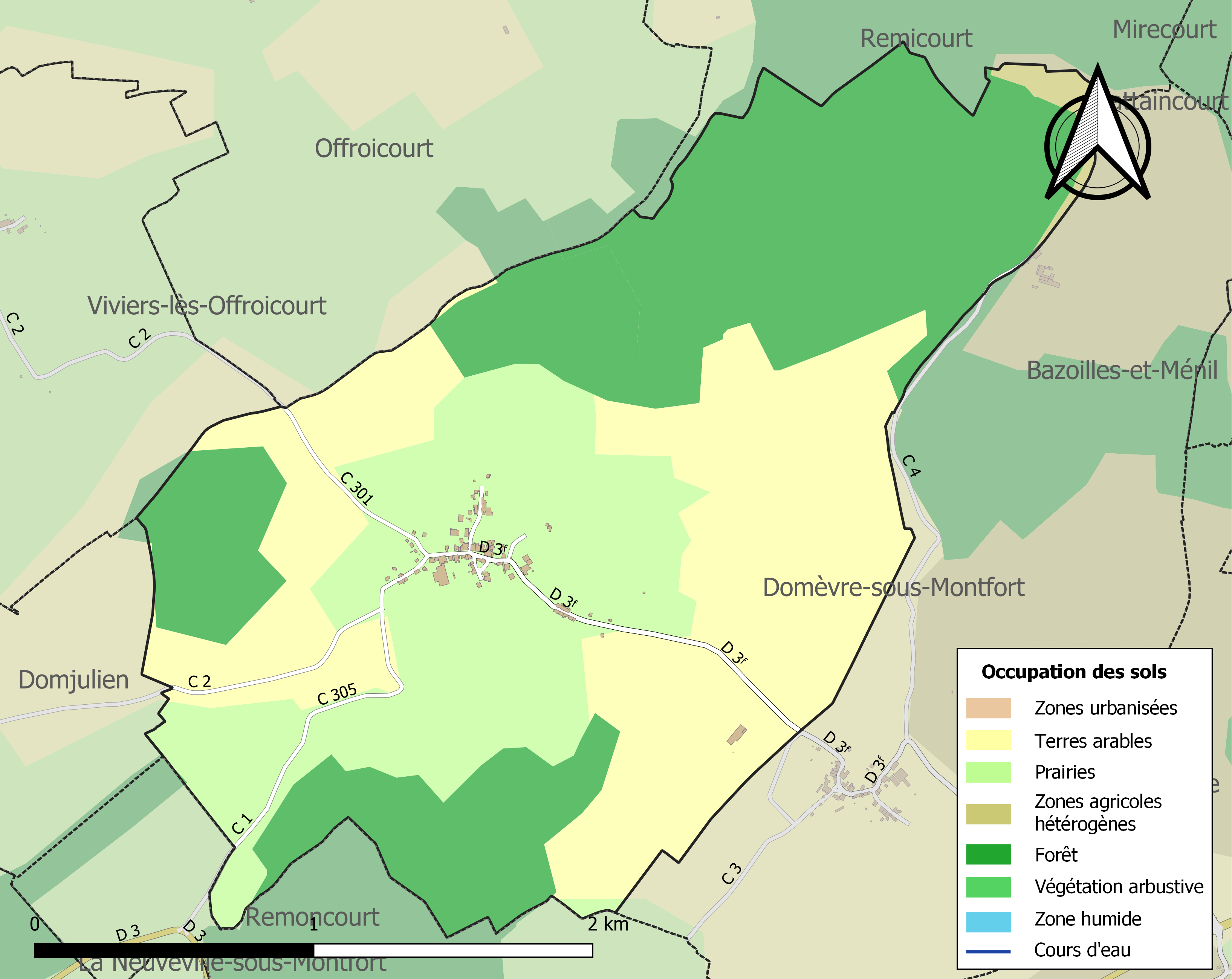
Carte des infrastructures et de l'occupation des sols de la commune en 2018 (CLC).

## Toponymie
Le nom de la localité est attesté sous les formes T. de Straines (1065) ; W. de Strena, Drogo de Estraines (1094) ; Apud Strenas (1179) ; Estreinnes (1254) ; Estrennes (1267) ; Estroinnes (1308) ; Estreines, Estrenes (1310) ; De Estraingniis, Escraingniis, Estrainniis (1402) ; Estraine (1465) ; Estrainnes (1466) ; Étrainnes (1722) ; Étrennes ou Estrennes (1753) ; Estrenniæ (1768) ; Étrennes (XVIIIe siècle).

De Strain, estrain « paille » en patois, c'est une région de céréale où il y a , par conséquent , beaucoup de paille.

## Histoire
La carte archéologique signale que la commune est traversée par la voie romaine de Corre à Sion, et à la limite de Domèvre-sous-Montfort dans la forêt de la Grande Menche, près de la Malhaye, par la voie romaine de Bruyères à Mirecourt.
Sous l'Ancien régime, Estrennes dépend du bailliage de Mirecourt.
À la Révolution, la commune est versée dans le Canton de Vittel.
Pendant la Seconde Guerre mondiale, la commune abrite les résistants du maquis de Mirecourt.
Le 1er décembre 1999, une ordonnance épiscopale a modifié les paroisses du diocèse de Saint-Dié à compter du 1er janvier 2000. À compter du 1er septembre 2012, la paroisse de Saint-Basle-de-la-Plaine est réunie à la communauté de paroisses de Vittel.

## Politique et administration
| Période                                  | Période                        | Identité                     | Étiquette | Qualité                   |
| ---------------------------------------- | ------------------------------ | ---------------------------- | --------- | ------------------------- |
| Les données manquantes sont à compléter. |                                |                              |           |                           |
| mars 2001                                | mars 2008                      | Francine Mangenot            |           |                           |
| mars 2008                                | 2011                           | Jacky Villière               |           | Démissionnaire            |
| 2011                                     | décembre 2019                  | Christian Galand (1952-2019) |           | Décédé en cours de mandat |
| décembre 2019                            | En cours (au 13 décembre 2019) | Poste vacant                 |           |                           |

### Budget et fiscalité 2022

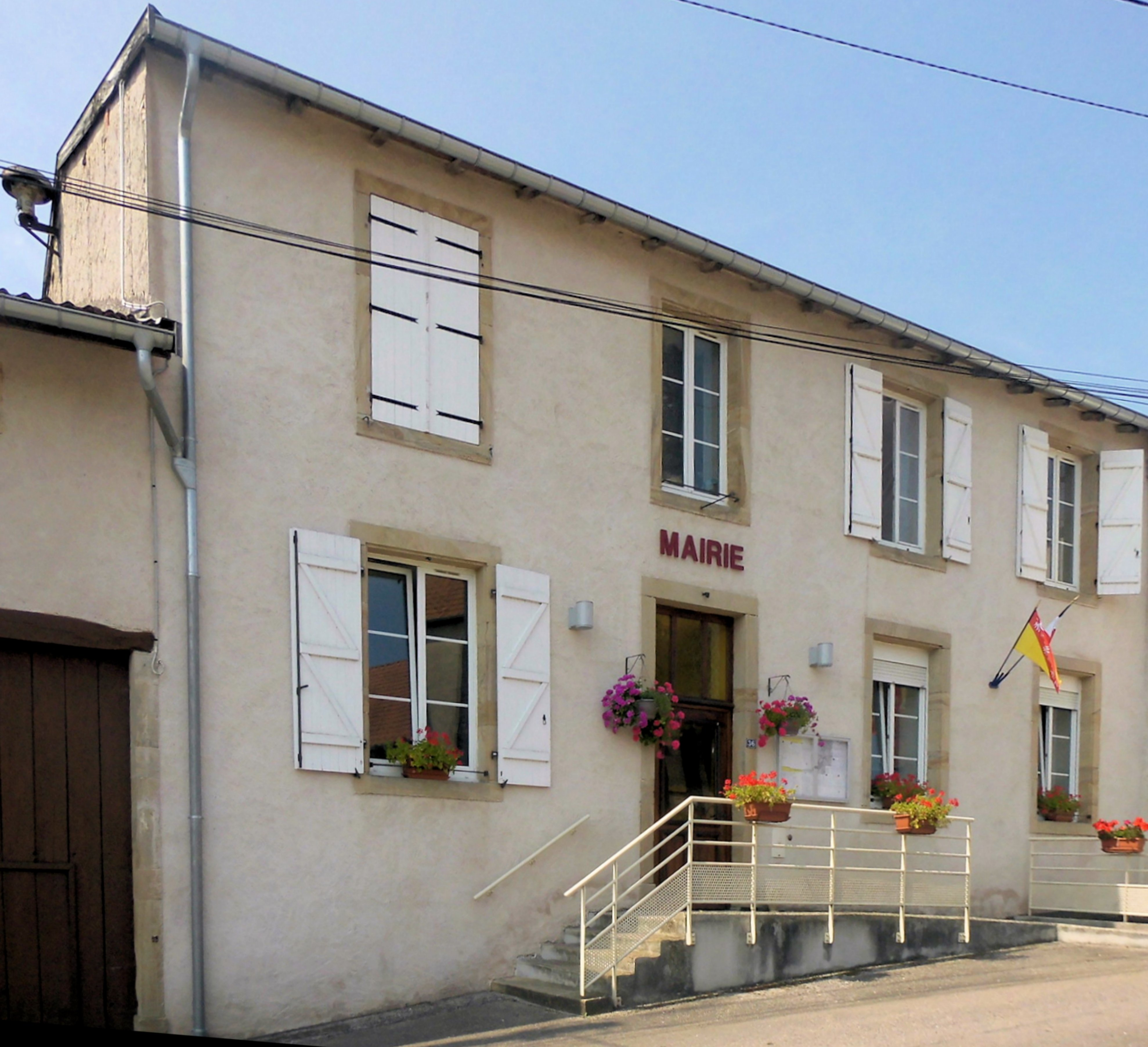
La mairie.

En 2022, le budget de la commune était constitué ainsi :
- total des produits de fonctionnement : 115 000 €, soit 1 212 € par habitant ;
- total des charges de fonctionnement : 94 000 €, soit 994 € par habitant ;
- total des ressources d'investissement : 4 000 €, soit 39 € par habitant ;
- total des emplois d'investissement : 8 000 €, soit 84 € par habitant ;
- endettement : 55 000 €, soit 574 € par habitant.

Avec les taux de fiscalité suivants :
- taxe d'habitation : 23,52 % ;
- taxe foncière sur les propriétés bâties : 49,77 % ;
- taxe foncière sur les propriétés non bâties : 34,50 % ;
- taxe additionnelle à la taxe foncière sur les propriétés non bâties : 38,75 % ;
- cotisation foncière des entreprises : 26,21 %.

Chiffres clés Revenus et pauvreté des ménages en 2021 : médiane en 2021 du revenu disponible, par unité de consommation : 22 540 €.

## Population et société

### Démographie

#### Évolution démographique
L'évolution du nombre d'habitants est connue à travers les recensements de la population effectués dans la commune depuis 1793. Pour les communes de moins de 10 000 habitants, une enquête de recensement portant sur toute la population est réalisée tous les cinq ans, les populations de référence des années intermédiaires étant quant à elles estimées par interpolation ou extrapolation. Pour la commune, le premier recensement exhaustif entrant dans le cadre du nouveau dispositif a été réalisé en 2005.

En 2022, la commune comptait 106 habitants, en évolution de +16,48 % par rapport à 2016 (Vosges : −2,96 %, France hors Mayotte : +2,11 %).
| 1793 | 1800 | 1806 | 1821 | 1831 | 1836 | 1841 | 1846 | 1856 |
| ---- | ---- | ---- | ---- | ---- | ---- | ---- | ---- | ---- |
| 263  | 277  | 280  | 257  | 323  | 349  | 330  | 340  | 328  |

| 1861 | 1866 | 1876 | 1881 | 1886 | 1891 | 1896 | 1901 | 1906 |
| ---- | ---- | ---- | ---- | ---- | ---- | ---- | ---- | ---- |
| 327  | 308  | 295  | 282  | 272  | 260  | 244  | 215  | 178  |

| 1911 | 1921 | 1926 | 1931 | 1936 | 1946 | 1954 | 1962 | 1968 |
| ---- | ---- | ---- | ---- | ---- | ---- | ---- | ---- | ---- |
| 176  | 153  | 126  | 104  | 115  | 104  | 83   | 91   | 85   |

| 1975 | 1982 | 1990 | 1999 | 2005 | 2006 | 2010 | 2015 | 2020 |
| ---- | ---- | ---- | ---- | ---- | ---- | ---- | ---- | ---- |
| 79   | 72   | 86   | 93   | 89   | 92   | 92   | 92   | 97   |

| 2022 | - | - | - | - | - | - | - | - |
| ---- | - | - | - | - | - | - | - | - |
| 106  | - | - | - | - | - | - | - | - |

### Enseignement
Établissements d'enseignements :
- Écoles maternelles et primaires à Remoncourt, Rouvres-en-Xaintois, Baudricourt, Mattaincourt, Hymont.
- Collèges à Mirecourt, Vittel, Mandres-sur-Vair, Dompaire, Contrexéville.
- Lycées à Mirecourt, Mandres-sur-Vair, Contrexéville, Harol.

### Santé
Professionnels et établissements de santé :
- Médecins à Remoncourt, Mattaincourt, Mirecourt, Gironcourt-sur-Vraine.
- Pharmacies à Remoncourt, Mattaincourt, Mirecourt, Gironcourt-sur-Vraine.
- Hôpitaux à Mattaincourt, Mirecourt, Vittel.

### Cultes
- Culte catholique, Paroisse Saint-Basle-de-la-Plaine[29], Diocèse de Saint-Dié.

## Économie

### Entreprises et commerces

#### Agriculture
- Culture de céréales, de légumineuses et de graines oléagineuses.
- Élevage d'ovins et de caprins.
- Élevage d'autres animaux.

#### Tourisme
- Hébergements et restauration à Rouvres-en-Xaintoix, Mirecourt, Contrexéville, Dombsle-devant-Darney.

#### Commerces
- Commerces et services de proximité.

## Culture locale et patrimoine

### Lieux et monuments

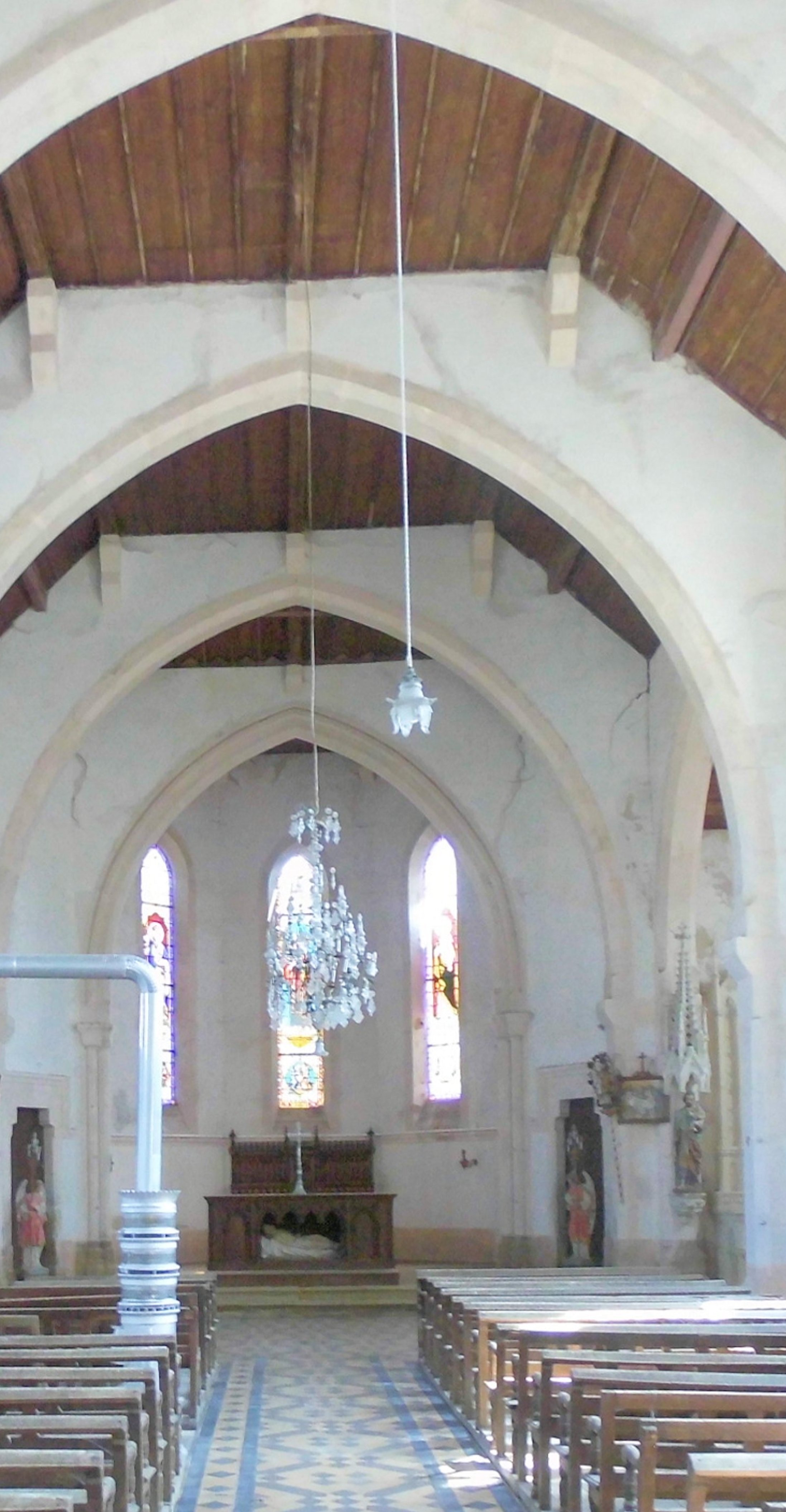
Église Saint-Remy à l'intérieur.
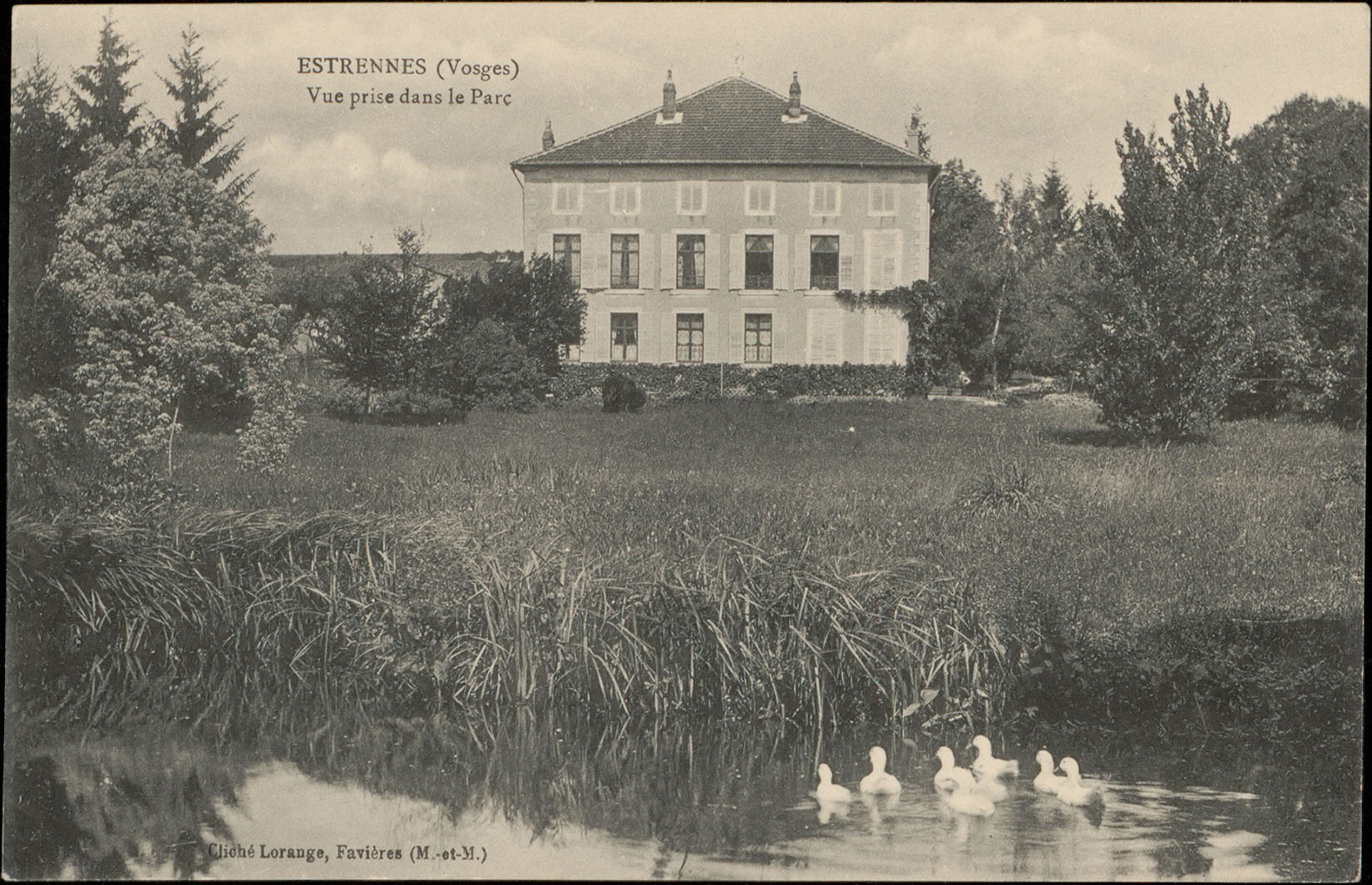
Vue prise dans le parc..
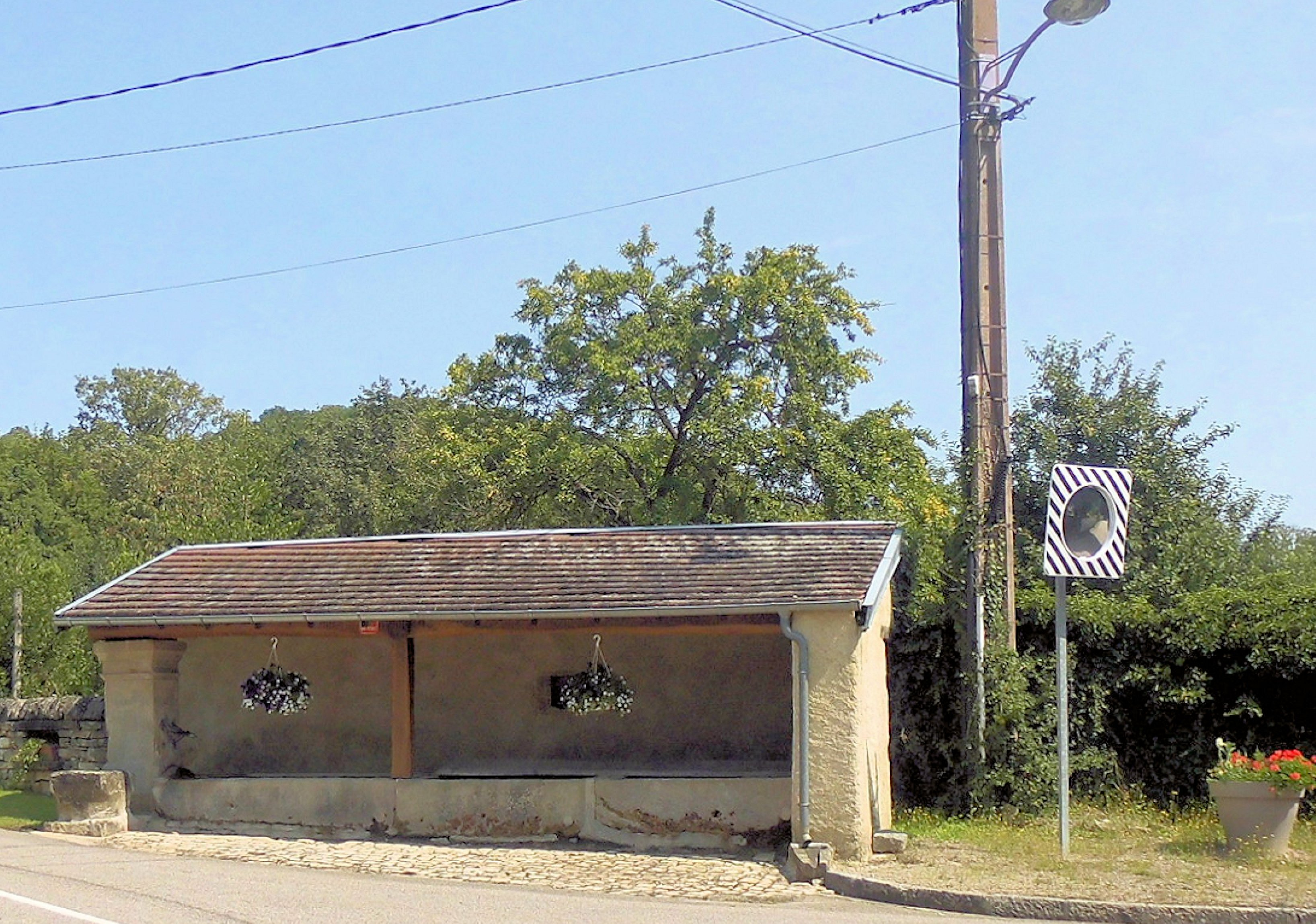
Lavoir.

- Église Saint-Rémi.

Statue Saint Rémy, console.
- Lavoir[31].
- Patrimoine architectural rural recensé par le service de l'Inventaire général du patrimoine culturel[32].

Fermes.
Cadran solaire>.
Détail de tête d'évêque sculptée remployée en façade antérieure.
Détail de clef de la porte charretière, datée 1837 et signée.
- Plaques commmémoratives[37].
- Patrimoine naturel :

3 zones naturelles d'intérêt écologique, faunistique et floristique (ZNIEFF).
Espaces protégés hors Natura 2000.
* La pelouse sèche du Haut du Chia.

## Pour approfondir